# Dryopteris dehuaensis
Dryopteris dehuaensis är en träjonväxtart som beskrevs av Ren-Chang Ching och K. H. Shing. Dryopteris dehuaensis ingår i släktet Dryopteris och familjen Dryopteridaceae. Inga underarter finns listade.